# Fluithuis
Het Fluithuis is een woon- en werkhuis op de hoek van het Hoogend en het Grootzand in de binnenstad van de stad Sneek.
Het gebouw is sinds 1968 aangesteld als rijksmonument en dankt haar naam aan de enigszins op blokfluit lijkende versieringen boven de ramen. Het gebouw is begin 17e eeuw gebouwd als koopmanswoning. Bijzonder is de ingang van de kelder aan de zijkant van het gebouw (een zogenaamd pothuis). De gevel bestaat uit een gepleisterde trapgevel met boogblokken.
Tegenwoordig is het gebouw in gebruik als bakkerij.